# Simplicia sicca
Simplicia sicca är en fjärilsart som beskrevs av Butler 1879. Simplicia sicca ingår i släktet Simplicia och familjen nattflyn. Inga underarter finns listade i Catalogue of Life.